# Centro Social El Laboratorio
El Laboratorio o, abreviadamente, El Labo, es el nombre que han recibido distintos centros sociales de Madrid entre 1997 y 2004. Todos ellos estuvieron situados en el barrio de Lavapiés y han sido uno de los principales puntos de referencia sobre el llamado movimiento okupa, sobre todo para personas situadas al margen del mismo.

## El Laboratorio 1 (1997-1998)
El primer Laboratorio surgió como consecuencia de los desalojos en cadena que se produjeron en los últimos meses de 1996 y primeros de 1997: centros sociales muy activos como el Centro Social David Castilla, Lavapiés 15 o La Guindalera fueron desalojados a lo largo de unos pocos meses. Sus integrantes decidieron entonces tomar un único gran espacio. El lugar elegido fue una antigua escuela de veterinaria, de propiedad estatal, situada en el número 68 de la calle Embajadores.
La escuela era un recinto de varios miles de metros cuadrados con tres edificios principales y otras construcciones más pequeñas dispuestas junto a un gran patio. La existencia de gran cantidad de laboratorios dio nombre al centro social, nombre que además expresaba la voluntad de experimentación  "fuera de los caminos trillados de la okupación", como expresaba uno de los primeros escritos del nuevo centro social. Un ejemplo de este nuevo criterio fue el propio acto de la okupación, el 19 de abril de 1997,  que marcó una diferencia con los métodos habituales ya que en lugar de la acción nocturna y clandestina y el posterior atrincheramiento para impedir la entrada de la policía, se hizo una entrada pública a plena luz del día en la que participaron varios cientos de personas.
El Laboratorio fue en sus inicios un lugar por el que pasaron miles de personas. No obstante, esa gran actividad no dejó de generar importantes problemas de convivencia y gestión del espacio que con el tiempo dieron paso a un modelo de centro social más cerrado, basado en la centralidad de un grupo de afinidad más o menos amplio.
Otra característica importante del Laboratorio fue la puesta en marcha desde el principio de un proceso de negociación con las instituciones que reclamaba la cesión del espacio a sus okupantes. La negociación la llevaba a cabo la asamblea del centro social asistida por un consejo formado por personas vinculadas a la okupación y a los movimientos sociales. Sin embargo, el diálogo del Laboratorio con el Estado fue mal acogido por un importante sector de las personas llamadas a participar en el consejo.
En el Laboratorio vivían permanentemente unas cincuenta personas. Existía una vivienda principal, una vivienda temporal para gente de paso, una vivienda formada solamente por mujeres (vinculadas en su mayoría a la Eskalera Karakola) y una cuarta vivienda integrada por un grupo de marroquíes que ya utilizaban la escuela como residencia antes de su okupación.
En el Laboratorio se organizaron eventos como los Segundos Encuentros por la Humanidad y contra el Neoliberalismo (verano de 1997) y fue sede de diferentes encuentros y talleres. Tenía una biblioteca procedente del David Castilla (La Biblio), un área telemática (experiencia pionera de experimentación con las nuevas tecnologías), un comedor popular, un espacio infantil, un bar y talleres de serigrafía, idiomas, música, artes marciales y otras muchas cosas. Su gran patio y sus amplias salas propiciaron, por otra parte, la proliferación de fiestas y conciertos.
Como se ha dicho, la cantidad y variedad de personas presentes en el Laboratorio dificultaba su gestión, lo que generó a menudo agrias discusiones y desencuentros. En agosto de 1998 las tensiones acumuladas estallaron y un grupo mayoritario forzó la salida de diferentes personas y proyectos (entre ellos, la casa de mujeres en bloque, parte de las cuales se trasladaron a Fray Ceferino González 4, y la biblioteca) iniciando un movimiento de repliegue del centro social sobre sí mismo.
El Laboratorio fue desalojado el 22 de diciembre de 1998. El mismo día se procedió a su demolición.

## El Laboratorio 2 (1999-2001)
Marcado por las últimas experiencias del primero y conformado principalmente por quienes gestionaron El Laboratorio 1 en su etapa final, el Laboratorio 2 tuvo un carácter bien distinto del de su predecesor. Fue un lugar mucho más cerrado, utilizado ante todo como vivienda. Su carácter lo marcaba también la propia estructura del edificio: si el Laboratorio 1 se situaba en un espacio abierto con múltiples entradas y ventanas y con una gran puerta que daba al patio, el Laboratorio 2 utilizó como sede un edificio de viviendas situado en la plaza de Cabestreros que tenía como único acceso una pequeña puerta metálica, habitualmente cerrada.
El edificio que estuvo deshabitado desde que fuera construido ilegalmente en 1976. Fue okupado el 6 de enero de 1999. La entrada daba a un distribuidor del que salían dos escaleras: una al garaje, en el que se realizaban la mayor parte de las actividades, y otra a los pisos superiores. En el primer piso funcionó durante un tiempo un bar y había salas para reuniones y para el área telemática. Los tres pisos restantes se utilizaban como vivienda. El Laboratorio 2 utilizó también a menudo la plaza de Cabestreros como escenario de sus actividades.
El área telemática, decantada por el software libre, fue el núcleo del que surgió SinDominio, uno de los proyectos de referencia en España de la llamada telemática antagonista.
El Laboratorio inició un nuevo proceso de negociación con las instituciones, más complicado de entrada puesto que se trataba de un edificio de titularidad privada. La negociación fracasó y el juzgado correspondiente ordenó su desalojo, que se produjo el 28 de agosto de 2001.

## El Laboratorio 3 (2002-2003)
El tercer laboratorio estuvo en un gran edificio de la calle Amparo, 103. El portón de entrada se abría a una amplísima nave, que a su vez daba acceso a otras dos naves. Cada una de estas tenía pisos superiores que se utilizaban para actividades diversas mientras que la nave central tenía encima una azotea. El Laboratorio 3 (o Labo 03) nació con el deseo de recuperar el espacio de agregación y experimentación que había sido el Laboratorio 1, con un sistema de gestión más acabado que evitara los múltiples problemas a los que este tuvo que enfrentarse. Las características del lugar propiciaron que fuera un espacio abierto y de intensa actividad en el que participaron personas y grupos que hasta entonces no habían tenido contacto con el movimiento okupa o lo habían tenido de forma indirecta. Tuvo un bar y un comedor, una sala de cine, un área telemática y talleres de diversas actividades. Fue también lugar donde se celebraron conciertos y actividades puntuales, algunas significativas como el Madhack2002, hackmeeting española de 2002, una serie de conferencias y actividades relacionadas con la informática libre, durante un fin de semana completo. El tercer Laboratorio no fue vivienda más que ocasionalmente.

## El Laboratorio 4 (2003)
En la manifestación que siguió al desalojo del Laboratorio 3 se okupó el último Laboratorio. Su vida fue breve. Se trataba de un local en la calle Ministriles que poco tiempo atrás había sido la sede de la Agrupación Socialista de Centro. Aunque era un local amplio, no alcanzaba las dimensiones de ninguna de las sedes precedentes. Fue desalojado a los pocos meses, antes de que pudiera consolidarse como centro social.

## El Laboratorio en el exilio
Tras este último desalojo no se okupó un edificio sino un pequeño solar en la calle Olivar, aunque no con intención de hacer de él un centro social sino de servir de punto de encuentro posible (entre otros) a la experiencia llamada "Labo en el exilio", en el que todo el barrio de Lavapiés pasaba a ser sede potencial de las actividades del colectivo. Sin embargo, el propio colectivo procedió a disolverse oficialmente un poco más tarde. En la primavera de 2005 volvió a constituirse temporalmente para hacer frente al proceso judicial abierto contra algunas personas por la okupación del edificio de Amparo, 103. La sentencia, dictada en julio de 2005, fue absolutoria.  En cuanto al solar, se usó durante los veranos de 2004 y 2005 para organizar ciclos de cine y otras actividades.